# Vaire-sous-Corbie
Vaire-sous-Corbie település Franciaországban, Somme megyében. Lakosainak száma 289 fő (2022. január 1.). Vaire-sous-Corbie Corbie, Le Hamel, Hamelet, Lamotte-Warfusée, Sailly-le-Sec és Vaux-sur-Somme községekkel határos.

## Népesség
A település népessége az elmúlt években az alábbi módon változott:
| Lakosok száma | 283  | 281  | 287  | 288  | 291  | 291  | 290  | 290  | 289  |
|               | 2013 | 2015 | 2016 | 2017 | 2018 | 2019 | 2020 | 2021 | 2022 |